# Royaume de Souss
 (juillet 2017).
Si vous disposez d'ouvrages ou d'articles de référence ou si vous connaissez des sites web de qualité traitant du thème abordé ici, merci de compléter l'article en donnant les références utiles à sa vérifiabilité et en les liant à la section « Notes et références ».

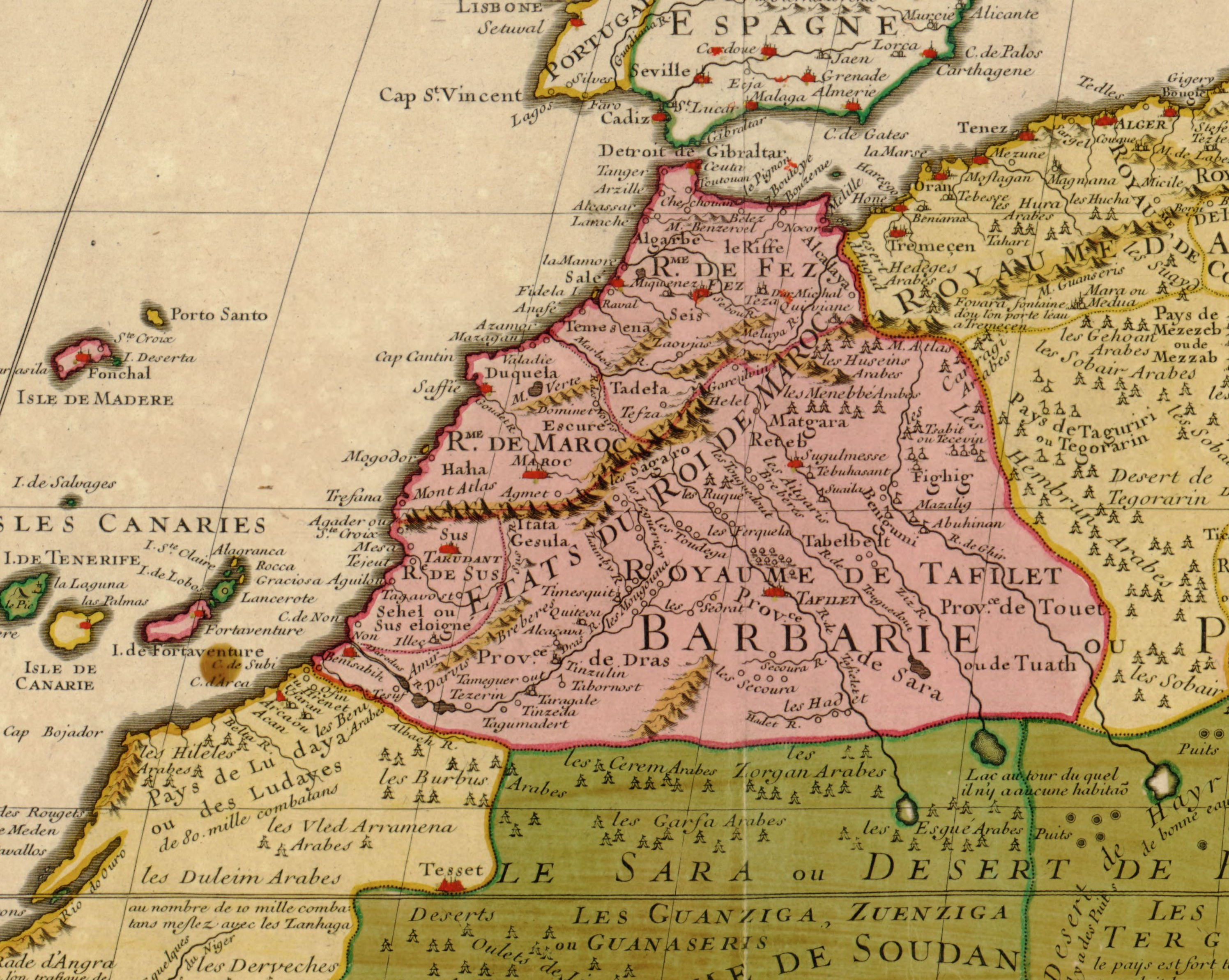
Carte du Maroc en 1707 montrant le royaume de Souss parmi les quatre états du roi du Maroc

Le royaume de Souss était le nom donné à la partie sud-ouest de l'Empire chérifien, elle avait pour capitale Taroudant.